# Fabrício (football, 1982)
Pour les articles homonymes, voir Fabricio.
Fabrício, de son vrai nom  Fabrício de Souza, est un footballeur brésilien né le 5 juillet 1982 à Imbituba (Brésil).

## Biographie
Il joue au poste de milieu défensif avec SC Corinthians.
Il a eu trois sélections avec l'équipe du Brésil olympique.

## Palmarès
- Champion du Brésil en 2005 avec SC Corinthians
- Coupe du Brésil en 2002 avec SC Corinthians
- Champion de l'État de São Paulo en 2003 avec SC Corinthians
- Champion du Minas Gerais en 2008, 2009 et 2011 avec le Cruzeiro EC Tournoi Rio-São Paulo en 2002 avec le SC Corinthians